# PepsiCo
PepsiCo, Inc. – amerykańskie przedsiębiorstwo będące jednym z największych na świecie producentów i sprzedawców napojów bezalkoholowych oraz produktów spożywczych. Do przedsiębiorstwa należą między innymi marki Pepsi, Lay’s, Cheetos, Star i Doritos.

## Historia
Historia Pepsi rozpoczęła się w amerykańskim barze z wodą sodową w New Bern, w Karolinie Północnej. Recepturę napoju opracował miejscowy farmaceuta Caleb Bradham. Orzeźwiająca mieszanina składała się z wody mineralnej, dwutlenku węgla, cukru, wanilii, aromatów spożywczych w tym esencji z orzeszków kola. W roku 1898 napój został zarejestrowany pod nazwą Pepsi-Cola, a cztery lata później otrzymał pierwszy znak towarowy.
W latach 30. XX wieku Pepsi była znana poza granicami Stanów Zjednoczonych Ameryki, produkt dotarł m.in. do Kanady, Argentyny i Wielkiej Brytanii. W roku 1950 powstała Pepsi Cola International Ltd., która w 61 krajach miała 200 producentów.
W roku 1965 doszło do połączenia Pepsi Cola International oraz Frito-Lay, w wyniku którego powstał koncern PepsiCo. W latach 70. XX wieku w skład koncernu weszły przedsiębiorstwa Pizza Hut oraz Taco Bell, a w 1986 KFC. Następnie w latach 70. XX wieku artyści muzyki pop m.in. Michael Jackson, Tina Turner, David Bowie, MC Hammer, Madonna, Janet Jackson, zaczęli reklamować markę Pepsi.

## Marki dostępne w Polsce[3]

### Napoje
- Pepsi
- Mirinda
- 7 Up
- Mountain Dew
- Lipton
- Toma
- Gatorade
- Rockstar
- Krystaliczne Źródło
- Aqua Carpatica

### Przekąski
- Lay’s
- Cheetos
- Doritos
- Star

## Wpływ na środowisko

### Lasy deszczowe i olej palmowy
Roczne użycie oleju palmowego w produktach firmy PepsiCo wynosi ok. 450 000 – 500 000 ton (prawie 485 000 ton w roku 2019). W maju 2014 roku ogłosili oni pierwszą deklarację obiecującą śledzić źródła z jakich pochodzi używany olej, w celu ograniczenia wycinania drzew pod nowe plantacje. Zostało jej jednak zarzucone przez organizacje samorządowe (m.in. Greenpeace, Rainforest Action Network, Union of Concerned Scientists), że podjęte działania są niewystarczające i jako drugi pod względem wielkości producent żywności na świecie firma powinna podjąć silniejsze zobowiązania oraz przedstawić klarowny plan ich egzekwowania. Dopiero aktualizacja zobowiązań w 2020 roku deklaruje, że weryfikowane będą wszystkie działania zewnętrznych dostawców oleju palmowego, nie tylko związane bezpośrednio z produktem dostarczanym do PepsiCo. Łączą się z tym silniejsze obietnice egzekwowania praw człowieka pracowników plantacji.

### Składniki modyfikowane genetycznie
W 2012 roku PepsiCo wpłaciło 1 716 300 dolarów w kampanii przeciwko Poprawce Kalifornijskiej 37, której celem było egzekwowanie prawne oznaczania produktów ze składnikami modyfikowanymi genetycznie. Była to trzecia co do wysokości wpłata na ten cel. Poprawka nie została przyjęta.

### Zużycie wody
Zużycie wody przez PepsiCo było przedmiotem kontrowersji w Indiach w pierwszej dekadzie XXI wieku, ze względu na duży pobór wody w kraju corocznie dotykanym przez jej niedobór. Aby temu zapobiec, w 2003 roku firma podjęła program mający na celu osiągnięcie „pozytywnego bilansu wodnego” do roku 2009. Było to realizowane poprzez budowanie tam, które zatrzymują u lokalnych środowisk ilości wody większe, niż te używane do tworzenia produktów marki PepsiCo. Przyniosło to zauważalne skutki w postaci lepszego nawodnienia tych obszarów, przywróceniu wody w niektórych uprzednio wyschniętych studniach, co zaś miało przełożenie na zwiększone dochody rolników. Według raportu z 2009 roku operacja ta pozwoliła przywrócić niemal 6 miliardów litrów wody na terenie Indii, co w świetle średniego poboru wody do produkcji PepsiCo na tym obszarze na poziomie około 5 miliardów litrów, oznacza wywiązanie się z obietnicy.
Wysokie zużycie wody w produkcji PepsiCo było też problemem w dotykanych suszą rejonach Stanów Zjednoczonych (m.in. w stanie Georgia). Odpowiedzią firmy było opracowanie praktyk oszczędzania wody w zakładach, takich jak sterylizowanie butelek za pomocą strumienia powietrza zamiast gorącej wody, czy smarowanie taśm produkcyjnych olejem silikonowym zamiast wodą.
Wszystkie praktyki ograniczające zużycie wody podjęte przez firmę PepsiCo doprowadziły do obniżenia w 2009 roku światowego zużycia wody o 12 miliardów litrów w porównaniu z rokiem 2006. Krytycy zwracali jednak uwagę, że firma mogłaby zaoszczędzić znacznie więcej wody poprzez zaniechanie sprzedaży produktów pobocznych takich jak Aquafina, czyli butelkowanej kranowej wody poddanej dodatkowej obróbce, która wiąże się ze zwiększonym śladem wodnym. Pomimo tego Aquafina jest w dalszym ciągu produkowana.

### Opakowania i recykling
W 2009 roku tylko 34% butelek, w których sprzedawane były produkty firmy PepsiCo w Stanach Zjednoczonych, podlegało recyklingowi. W 2010 roku podjęta została inicjatywa, mająca na celu podniesienie tej liczby do 50% do roku 2018. Było to realizowane przez instalację automatycznych kiosków recyklingu, tzw. „Dream Machines”, w sklepach i na stacjach benzynowych. Innymi działaniami podjętymi w tym roku było użycie w produkcji plastikowych butelek żywicy polimerowej, co pozwoliło zredukować masę butelki (np. masa butelki Aquafina spadła o 40 procent). W tym samym roku produkt PepsiCo o nazwie Naked Juice zaczęto sprzedawać w butelkach typu PET, wykonanych w 100% z plastiku z recyklingu.
W marcu 2011 roku PepsiCo zaproponowało pierwszą na świecie butelkę PET z materiałów roślinnych, takich jak proso, łuski kukurydzy i kora sosnowa. Jest ona 100% recyklingowalna. Jeśli jednak nie zostanie poddana recyklingowi, staje się takim samym śmieciem jak każda plastikowa butelka, ponieważ jej skład chemiczny jest identyczny. W odpowiedzi na pytania, czy oprócz butelki recyklingowalnej pracuje się też nad projektem butelki biodegradowalnej, firma odpowiada, że nie uważa tego za dobry kierunek, ponieważ kompostowanie takich butelek wymagałoby nowej infrastruktury, ponadto ślad węglowy butelki recyklingowalnej może być niższy. Projekty butelek z materiałów roślinnych nadal są rozwijane. PepsiCo deklaruje 95% udział tych materiałów w swoich butelkach PET do 2022 roku.
Pomimo tych kroków, PepsiCo pozostaje jednym z największych twórców śmieci plastikowych na świecie, zajmując w 2019 roku 3. miejsce w rankingu sporządzonym przez BreakFreeFromPlastic.

## PepsiCo w Polsce
W Polsce napój Pepsi pojawił się na początku lat 70. XX wieku, a na licencji PepsiCo produkowały go od 1973 r. Zakłady Piwowarskie w Gdańsku. Obecnie napoje PepsiCo produkowane są przez Pepsi-Cola General Bottlers Poland Spółka z o.o., która posiada zakłady w Michrowie i Żninie. Przekąski produkowane są przez Frito Lay Poland Spółka z o.o. w zakładach w Grodzisku Mazowieckim i Tomaszowie Mazowieckim. Na początku 2020 r. w Mszczonowie otwarto jeden z największych w Polsce magazynów produktów gotowych oraz biuro Global Business Services w Krakowie, w którym realizowane są globalne zadania firmy w obszarach marketingu, komercjalizacji, sprzedaży i finansów. W latach 2021–2025 trwa budowa zakładu produkcji przekąsek w Środzie Śląskiej.

### Sport
Od 19 lipca 2011 do 31 grudnia 2014 na podstawie umowy pomiędzy PepsiCo Polska, a Legią Warszawa Stadion Wojska Polskiego w Warszawie nosił komercyjną nazwę „Pepsi Arena”. 16 maja 2018 PepsiCo Polska został sponsorem Ruchu Chorzów. Umowę zawarto na 4 lata z opcją przedłużenia, a obejmuje ona dostawę napojów, sfinansowanie remontu popularnego „grzybka” oraz świadczenia finansowe.